# Antimicina
L'antimicina è un antibiotico tossico utilizzato per poter verificare la funzionalità della sintesi di ATP.

## Funzione
L'antimicina forma un accoppiamento di ossidazione-fosforilazione legandosi all'ATP sintasi, inibendo il flusso di elettroni e conseguentemente la formazione di ATP.